# Simplicissimus (periodico)
Il Simplicissimus era una rivista satirico-umoristica tedesca fondata nel 1896 e pubblicata fino al 1967.

## Storia

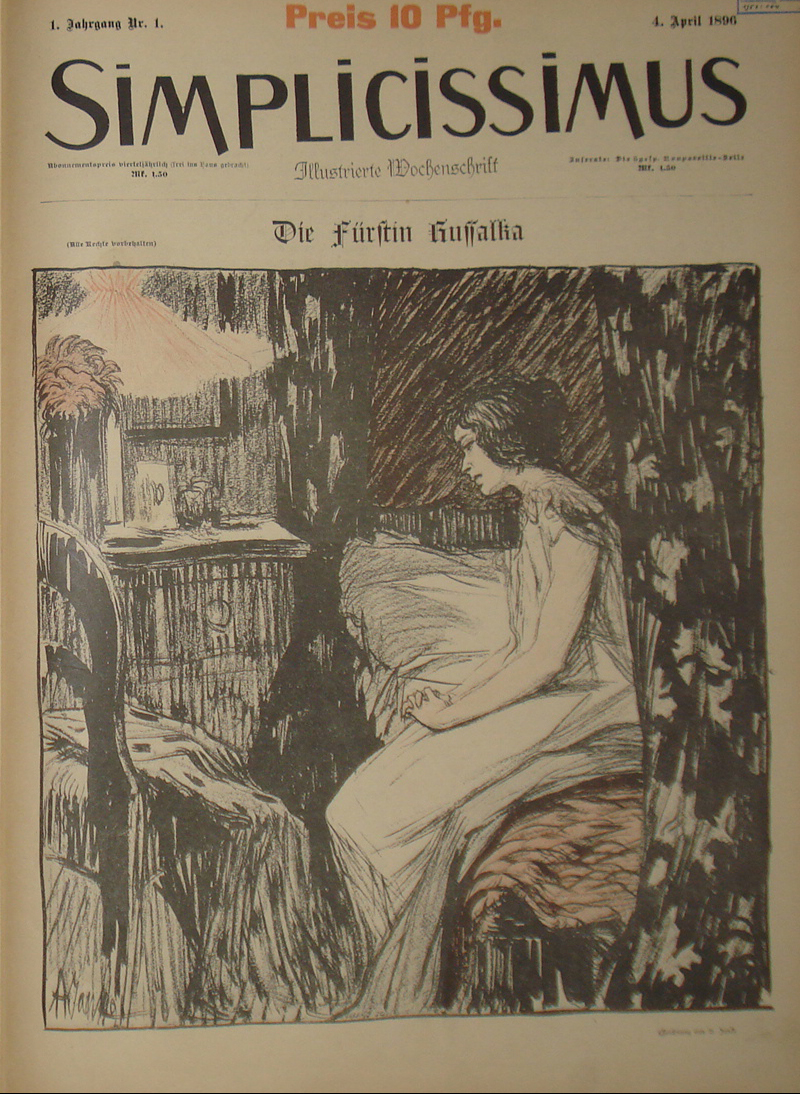
Copertina del N. 1 di Simplicissimus (4 aprile 1896)

Fu fondato a Monaco di Baviera nel 1896 da due amici: l'editore Albert Langen e il giornalista Thomas Theodor Heine. Per i suoi scritti apertamente satirici nei confronti del Kaiser, della Chiesa e la condotta militare subì vari processi per lesa maestà. Agli inizi del XX secolo poté contare sull'aiuto di personaggi quali Hermann Hesse, Thomas Mann, Gustav Meyrink, Georg Queri, Fanny zu Reventlow, Ludwig Thoma, Knut Hamsun, Jakob Wassermann, Frank Wedekind, Arthur Holitscher, Karl Arnold, Franziska Bilek, Walter Essenther, George Grosz, Kathe Kollwitz, Olaf Gulbransson, Heinrich Kley, Alfred Kubin, Rudolf Kriesch, Otto Nückel, Bruno Paul, Ferdinand von Rezniček, Erich Schilling, Wilhelm Schulz, Edgar Steiger, Eduard Thöny, Robert Walser, Rudolf Wilke, Heinrich Zille, Hugo von Hofmannsthal, Heinrich Mann, Rainer Maria Rilke e i disegnatori B. Paul e T. T. Heine. 
La verve satirica si esaurì e le pubblicazioni si conclusero una prima volta nel 1944 e, dopo la ripresa dal 1954, definitivamente nel 1967.